# Wałerija Bereżynśka
Wałerija Andrijiwna Bereżynśka (ukr. Валерія Андріївна Бережинська; ur. 10 kwietnia 1986 w Mikołajowie) – ukraińska koszykarka, występująca na pozycji środkowej, reprezentantka kraju.

## Osiągnięcia
Stan na 21 marca 2023, na podstawie, o ile nie zaznaczono inaczej.

### NCAA
- Uczestniczka rozgrywek NCAA (2005)
- Mistrzyni:
  - turnieju konferencji USA (2005)
  - sezonu regularnego konferencji USA (2005)

### WNBA
- Wicemistrzyni WNBA (2008)

### Drużynowe
- Mistrzyni Polski (2013)
- Wicemistrzyni Belgii (2022)
- Zdobywczyni:
  - Pucharu Polski (2013)
  - Superpucharu Francji (2019)[4]
- Finalistka Pucharu Francji (2011, 217, 2018)[5][6]
- Uczestniczka międzynarodowych rozgrywek:
  - Euroligi (2010/2011, 2012/2013)
  - Eurocup (2009/2010, 2016–2018)

### Indywidualne
(* – nagrody przyznane przez portale eurobasket.com)
- Zaliczona do honorable mention ligi francuskiej (2015, 2016, 2017)*[7][8][5]

### Reprezentacja

#### Seniorów
- Uczestniczka:
  - mistrzostw Europy (2009 – 13. miejsce)
  - kwalifikacji do Eurobasketu (2009, 2015, 2017)

#### Młodzieżowe
- Uczestniczka kwalifikacji do mistrzostw Europy U–16 (2001)